# 부산영선중학교
부산영선중학교(釜山瀛仙中學校)는 대한민국 부산광역시 영도구 신선동3가에 있는 공립 중학교이다.

## 학교 연혁
- 1953년 5월 1일 : 부산남여자중학교 설립인가
- 1953년 6월 15일 : 초대 백학모 교장 취임
- 1967년 9월 8일 : 학급증설(30학급) 보통교실 30교실, 특별교실 10교실 완비
- 2000년 3월 1일 : 부산영선중학교로 개명(남녀공학)
- 2001년 12월 11일 : 여자탁구부 창단
- 2006년 4월 10일 : 학교환경개선사업 완공(종합강당 신축, 도서관 리모델링, 멀티학습실, 수학교과실, 영어교과실 조성)
- 2006년 6월 21일 : 종합강당(영선관) 개관식
- 2009년 1월 2일 : 시교육청지정 학년연계학력신장 정책 연구학교 선정(3년간)
- 2012년 3월 1일 : 교과부지정 2009개정교육과정에 따른 창의적 체험활동과 연계한 진로교육 활성화방안 연구학교 운영
- 2013년 3월 1일 : 선진형 교과교실제학교 운영
- 2016년 1월 12일 : 시교육청 교육과정 정책 연구학교 지정(2년간)
- 2022년 2월 9일 : 제68회 졸업식(78명, 총 27,046명)
- 2022년 3월 2일 : 제71회 입학식(3학급 63명)
- 2022년 9월 1일 : 제31대 박광순 교장 취임

## 참고 자료
- 부산영선중학교 - 한국교육학술정보원 학교알리미